# De mulieribus claris
 (juillet 2024).
La mise en forme du texte ne suit pas les recommandations de Wikipédia : il faut le « wikifier ».
Les points d'amélioration suivants sont les cas les plus fréquents. Le détail des points à revoir est peut-être précisé sur la page de discussion.
- Les titres sont pré-formatés par le logiciel. Ils ne sont ni en capitales, ni en gras.
- Le texte ne doit pas être écrit en capitales (les noms de famille non plus), ni en gras, ni en italique, ni en « petit »…
- Le gras n'est utilisé que pour surligner le titre de l'article dans l'introduction, une seule fois.
- L'italique est rarement utilisé : mots en langue étrangère, titres d'œuvres, noms de bateaux, etc.
- Les citations ne sont pas en italique mais en corps de texte normal. Elles sont entourées par des guillemets français : « et ».
- Les listes à puces sont à éviter, des paragraphes rédigés étant largement préférés. Les tableaux sont à réserver à la présentation de données structurées (résultats, etc.).
- Les appels de note de bas de page (petits chiffres en exposant, introduits par l'outil «  Source ») sont à placer entre la fin de phrase et le point final[comme ça].
- Les liens internes (vers d'autres articles de Wikipédia) sont à choisir avec parcimonie. Créez des liens vers des articles approfondissant le sujet. Les termes génériques sans rapport avec le sujet sont à éviter, ainsi que les répétitions de liens vers un même terme.
- Les liens externes sont à placer uniquement dans une section « Liens externes », à la fin de l'article. Ces liens sont à choisir avec parcimonie suivant les règles définies. Si un lien sert de source à l'article, son insertion dans le texte est à faire par les notes de bas de page.
- La présentation des références doit suivre les conventions bibliographiques. Il est recommandé d'utiliser les modèles {{Ouvrage}}, {{Chapitre}}, {{Article}}, {{Lien web}} et/ou {{Bibliographie}}. Le mode d'édition visuel peut mettre en forme automatiquement les références.
- Insérer une infobox (cadre d'informations à droite) n'est pas obligatoire pour parachever la mise en page.

Pour une aide détaillée, merci de consulter Aide:Wikification.
Si vous pensez que ces points ont été résolus, vous pouvez retirer ce bandeau et améliorer la mise en forme d'un autre article.
De mulieribus claris (en français Sur les femmes célèbres ou Des dames de renom) est une collection de biographies de femmes historiques et mythologiques écrites par l'auteur florentin Boccace, publiée en 1362. Cette collection se distingue par le fait qu'elle est la première dans la littérature occidentale comprenant exclusivement des biographies de femmes. Boccace la rédige dans sa vieillesse entre 1361 et 1362, retiré à Certaldo loin de l'agitation mondaine, et la présente dans sa préface comme la contrepartie du De viris illustribus, recueil de biographies de grands hommes que compose Pétrarque.
L'œuvre de Boccace fut traduite en italien par Giuseppe Betussi (1545). La traduction en italien de Betussi s'accompagnait d'une importante adjonction qui sera à son tour reprise et amplifiée par Francesco Serdonati, à la fin du XVIe siècle.

## Contenu et analyse

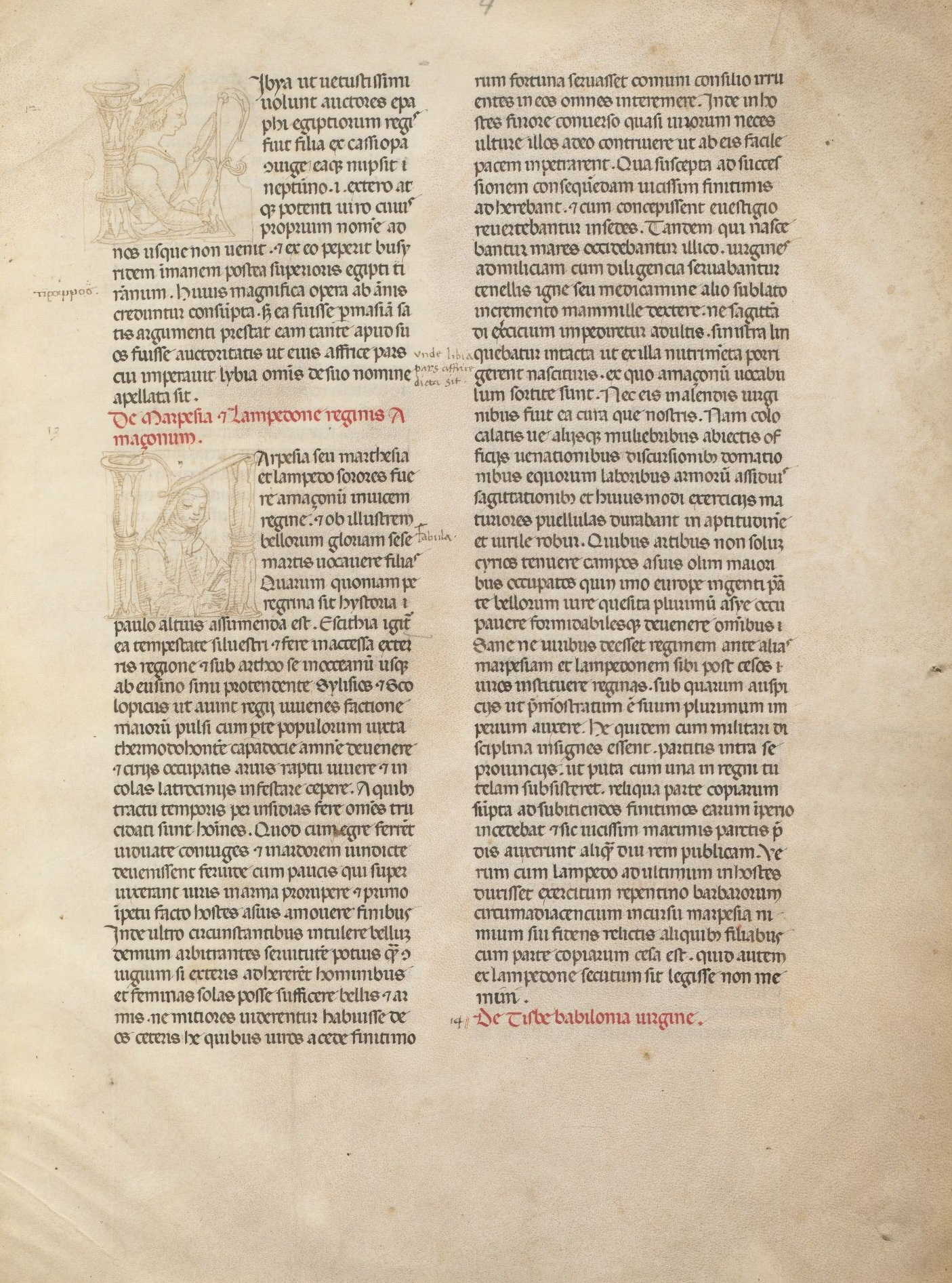
Manuscrit incomplètement enluminé, vers 1425.

Quoique l'ouvrage parle de femmes de mérite, Boccace reste convaincu de la supériorité masculine, et ne se prive pas de montrer les défauts qu'il estime féminins. Ainsi, la vie de la mère d'Héliogabale évoque l'instauration d'un sénat de femmes, aux préoccupations totalement futiles. L'exaltation de la générosité de Dame Busa envers les soldats romains vaincus à Cannes se termine par une allusion directe à l'égoïsme des Florentines. Véturie, matrone romaine qui sauva Rome de l'attaque de Coriolan, obtint en récompense le droit de porter bijoux et vêtements de luxe. C'est l'occasion d'une sévère diatribe de Boccace : « Si le mérite de Véturia doit être plus odieux aux hommes, c'est une question que je ne me pose pas. Par la faute des parures féminines, les maris dévorent leur patrimoine, et les femmes se montrent en public en vêtements royaux... Pour moi, je maudirais volontiers Veturia pour l'orgueil qu'elle a donné aux femmes ». Pour Sempronia, personne obscure mentionnée dans le Catilina de Salluste, il invente une femme cultivée, éloquente et artiste, mais aussi dévoreuse d'hommes, avide d'argent et sans scrupule pour en obtenir.
Cet instinct qu'ont les femmes qui les pousse à désirer les hommes sans mesure est une tare pour Boccace, un prurit, libidinosam pruriginem, expression qu'il emploie à plusieurs reprises. Aux femmes cimbres qui préfèrent le suicide à la soumission aux soldats romains, à Zénobie de Palmyre qui ne consent à s'unir à son mari que pour être enceinte, il oppose Cléopâtre, « la prostituée des rois d'Orient », Poppée, hypocrite et aguicheuse, la papesse Jeanne, subitement confondue par le diable qui la dévore de désirs charnels. Pompeia Paulina, l'épouse de Sénèque qui veut accompagner son mari dans son suicide, a une attitude admirable, dit Boccace, car les autres femmes sont loin de le faire, et n'hésitent pas à contracter de nouveaux mariages. De l'avis de Pierre Grimal, Boccace en composant son traité sur les femmes illustres n'a pas pour autant forgé une image favorable des femmes.

## Les femmes célèbres

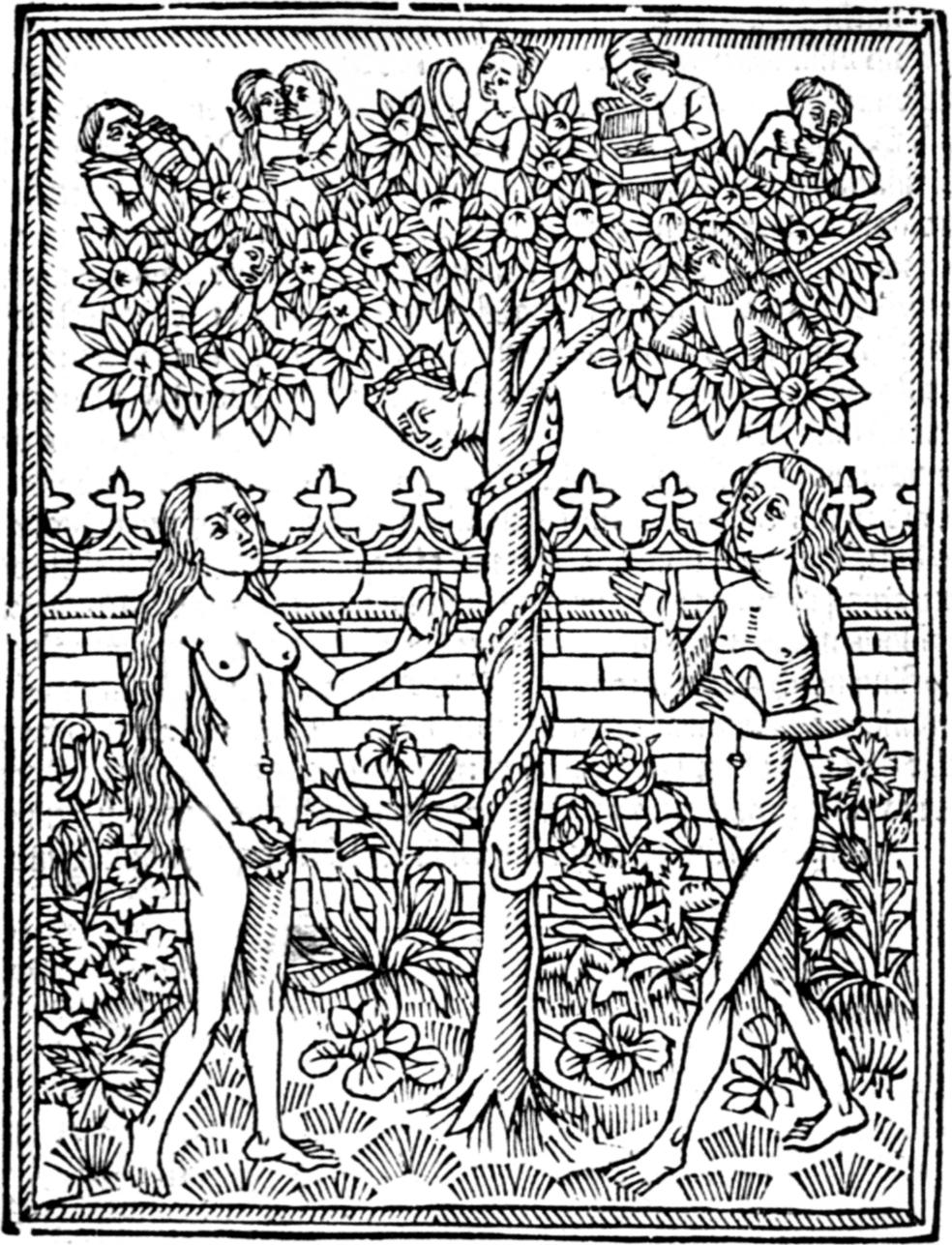
Les sept péchés capitaux, illustration du De claris mulieribus, XV^{e} siècle.

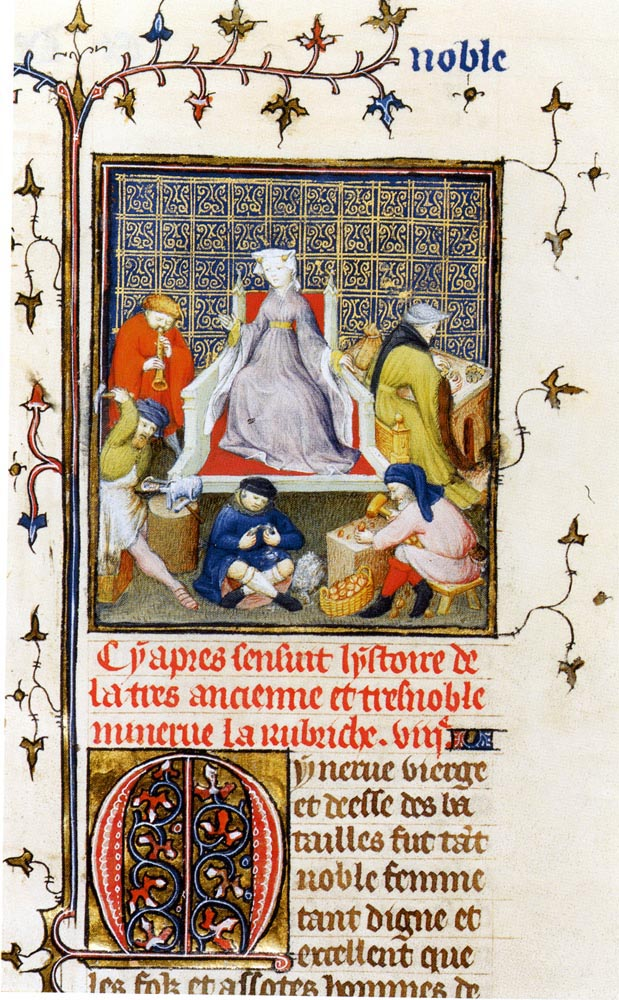
De mulieribus claris, Minerve (vers 1403).

- 1. Ève, la première femme dans la Bible
- 2. Sémiramis, reine des assyriens
- 3. Ops, déesse romaine de l'Abondance
- 4. Junon, reine des dieux et du ciel
- 5. Cérès, déesse de l'agriculture, des moissons et de la fécondité
- 6. Minerve
- 7. Vénus, reine de Chypre
- 8. Isis, reine et déesse d'Égypte
- 9. Europe, reine de Crète
- 10. Libye, reine de Libye
- 11 et 12. Marpésia et Lampédo, reines des Amazones
- 13. Thisbé
- 14. Hypermnestre
- 15. Niobé, reine de Thèbes
- 16. Hypsipyle, reine de Lemnos
- 17. Médée
- 18. Arachné
- 19 et 20. Orithye et Antiope, reines des Amazones
- 21. Ériphille, une Sibylle
- 22. Méduse, fille de Phorcys
- 23. Iole
- 24. Déjanire, femme d'Hercule
- 25. Jocaste, reine de Thèbes
- 26. Almathéa, une Sibylle
- 27. Nicostraté, ou Carmenta, fille du roi Ionius
- 28. Procris, femme de Céphale
- 29. Argie, femme de Polynice et fille du roi Adraste
- 30. Manto, fille de Tirésias
- 31. Les femmes des MinyensPenthésilée (no 32), miniature de Robinet Testard tirée d'un manuscrit du De mulieribus claris de Boccace traduit en français pour Louise de Savoie, vers 1488-1496, BNF, Fr.599, f.35v.

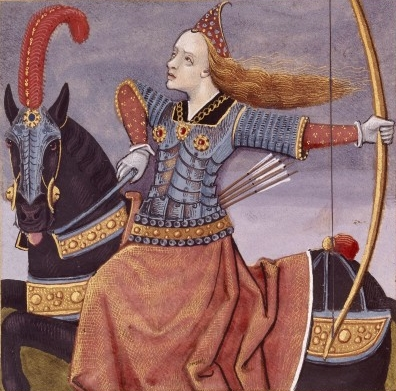
Penthésilée (no 32), miniature de Robinet Testard tirée d'un manuscrit du De mulieribus claris de Boccace traduit en français pour Louise de Savoie, vers 1488-1496, BNF, Fr.599, f.35v.

- 32. Penthésilée, reine des Amazones
- 33. Polyxène, fille de Priam
- 34. Hécube, reine de Troie
- 35. Cassandre, fille de Priam
- 36. Clytemnestre, reine de Mycènes
- 37. Hélène de Troie
- 38. Circé, fille du Soleil
- 40. Pénélope, femme d'Ulysse
- 41. Lavinia, épouse d'Énée
- 42. Didon, reine de Carthage
- 43. Nicaula, reine d'Éthiopie
- 44. Pamphile, fille de Platée
- 45. Rhea Ilia, vestale, mère de Romulus et Remus
- 46. Gaia Cyrilla, femme du roi Tarquin l'Ancien
- 47. Sappho, poétesse
- 48. Lucrèce, femme de Collatinus
- 49. Tomyris, reine de Scythie
- 50. Leaena, une prostituée
- 51. Athalie, reine de Jérusalem
- 52. Clélie, une héroïne romaine
- 53. Hippo, femme grecque
- 54. Megullia
- 55. Véturie, une femme romaine
- 56. Thamyris, fille de Micon
- 57. Artémise (un personnage mélangeant Artémise II et Artémise Ire, deux reines de Carie)
- 58. Verginia, vierge et fiancée de Virginius
- 59. Irene, fille de Cratinus[4]
- 60. Léontion
- 61. Olympias, reine de Macédoine
- 62. Claudia Quinta, une vestale
- 63. Virginia, femme de Lucius Volumnius
- 64. Flore la prostituée, déesse des fleurs et femme de Zéphyr
- 65. Une jeune femme romaine
- 66. Iaia de Cyzique
- 67. Sulpicia, femme de Fulvius Flaccus
- 68. Harmonia, fille de Gélon
- 69. Busa, dame de Canosa, en Apulie
- 70. Sophonisbe, reine de Numidie
- 71. Théoxène, fille du Prince Herodicus
- 72. Bérénice, reine de Cappadoce
- 73. Chiomara, femme noble galatienne, épouse d'Orgiagon
- 74. Aemilia Tertia, femme de Scipion l'Africain
- 75. Drypetina, reine de Laodicée
- 76. Sempronia, fille de Gracchus
- 77. Claudia Quinta, une jeune vestale romaine
- 78. Hypsicratia, reine du Pont
- 79. Sempronia, une femme romaine
- 80. Les femmes des Cimbres
- 81. Julia, fille de Jules César
- 82. Porcie, fille de Caton d'Utique
- 83. Curia, femme de Quintus Lucretius
- 84. Hortensia (oratrice), fille de Quintus Hortensius
- 85. Sulpicia, femme de Cruscellio
- 86. Cornificia, une poétesseMariamne, épouse d'Hérode le Grand, dans une traduction française anonyme, Le livre de femmes nobles et renommées (vers 1440 1430 - 1449).
- 87. Mariamne, reine de Judée
- 88. Cléopâtre, reine d'Égypte
- 89. Antonia, fille d'Antoine

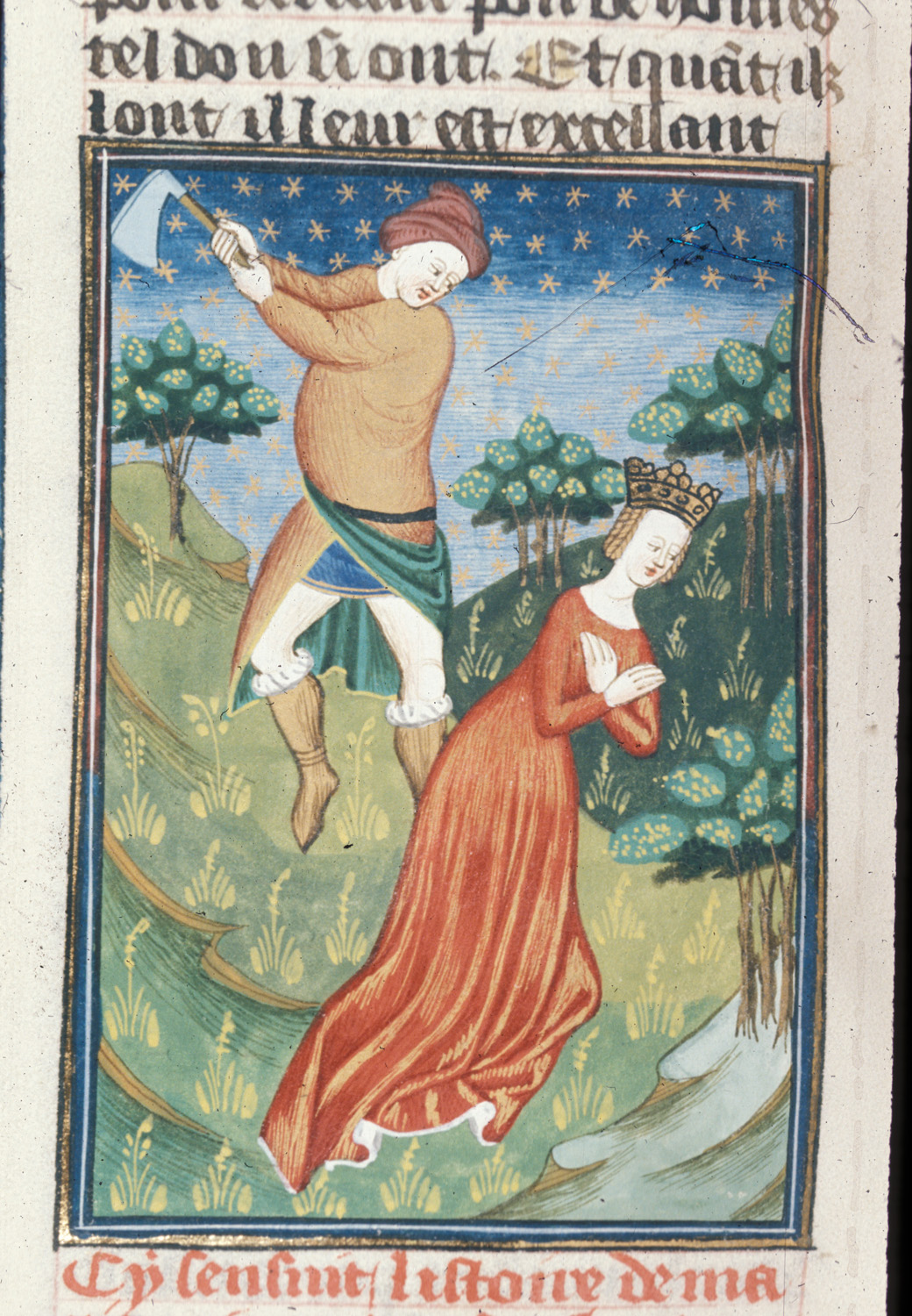
Mariamne, épouse d'Hérode le Grand, dans une traduction française anonyme, Le livre de femmes nobles et renommées (vers 1440 1430 - 1449).

- 90. Agrippine, femme de Germanicus
- 91. Paulina, une femme romaine
- 92. Agrippina, mère de l'empereur Néron
- 93. Épicharis, une affranchie
- 94. Pauline, femme de Sénèque
- 95. Poppée, femme de Néron
- 96. Triaria, femme de Lucius Vitellius
- 97. Proba, femme d'Adelfius
- 98. Faustina Augusta, impératrice romaine
- 99. Symiamira, une femme d'Émèse, mère de l'empereur Héliogabale
- 100. Zénobie, reine de PalmyreLa papesse Jeanne donnant naissance. Gravure tirée du De Claris Mulieribus, chapitre XCIX, « De Ioanne Anglica Papa ».

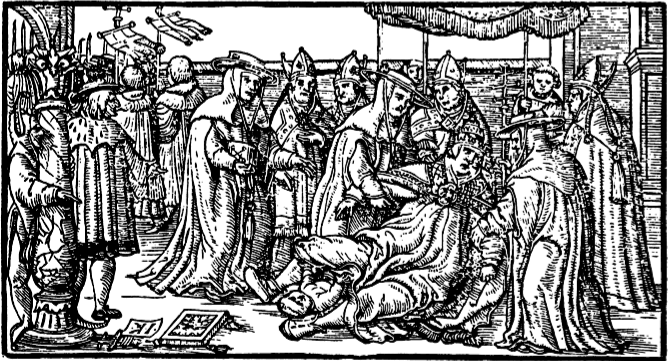
La papesse Jeanne donnant naissance. Gravure tirée du De Claris Mulieribus, chapitre XCIX, « De Ioanne Anglica Papa ».

- 101. Jeanne, une Anglaise et papesse
- 102. Irène, impératrice de Constantinople
- 103. Gualdrada, une jeune Florentine
- 104. Constance, impératrice de Rome et reine de Sicile
- 105. Camiola (en), une veuve siennoise
- 106. Jeanne, reine de Jérusalem et de Sicile

## Traduction française et la querelle des femmes
L'oeuvre fut traduite en français à Paris aussi tôt qu'en 1401 sous le mécénat de Jacques de Raponde, un marchant de livre ayant déjà aidé à la publication de plusieurs ouvrages traduits de Boccace. Le livre, dorénavant connu sous le nom de Des cleres et nobles femmes, eut un succès énorme, lu par plusieurs savants français et incitant la noblesse à en commander des copies luxueuses, tel le bibliophile Jean duc de Berry et Philippe le Bon. Le succès du livre inspira Christine de Pisan à publier son texte Le Livre de la Cité des Dames, lui aussi étant une énumération des nombreuses femmes illustres tirées de l'Histoire. La traduction française de Des cleres et nobles femmes eut une influence sur la conclusion de la première période de l'épopée de la querelle des femmes en 1405. Elle serait peut-être aussi née de ce débat commencé en 1399; le choix de Jacques de Raponde de traduire cet ouvrage à ce moment aurait été un choix financièrement judicieux.
En 1493, le libraire parisien Antoine Vérard publia sa propre copie du livre et quelques copies survivent aujourd'hui, dont celles de la Bibliothèque nationale de France et de la John Ryland's Library de Manchester,. Ces copies, imprimées sur du vélin et somptueusement décorées, semblent avoir été faites pour un public aisé, mais n'appartenant pas à la classe artistocrate.

#### Sources primaires
- Boccaccio, Poeet ende Philosophe, bescrivende van den doorluchtighen, glorioesten ende edelsten vrouwen (Anvers, 1525)
- Boccaccio, Tractado de John Bocacio, de las claras, excellentes y mas famosas y senaladas damas (Saragosse, 1494)
- Boccaccio, De la louenge et vertu des nobles et cleres dames (Paris, 1493)
- Boccaccio, De preclaris mulieribus (Strasbourg, 1475)
- Boccaccio, De preclaris mulieribus (Louvain, 1487)
- Boccaccio, De mulieribus claris (Berne, 1539)
- Boccaccio, De mulieribus claris (Ulm, 1473)
- Boccaccio, French translation (Paris, 1405)

#### Sources secondaires
- Schleich, G. ed., Die mittelenglisch Umdichtung von Boccaccio De claris mulieribus, nebst der latinischen Vorlage, Palaestra (Leipzig, 1924)
- Wright, H.G., ed., Translated from Boccaccio's De Claris Mulieribus, Early English Text Society, Original series w/Latin (Londres, 1943)
- Guarino, G. A., Boccaccio, Concerning Famous Women (Nouveau-Brunswick, N.J., 1963)
- Zaccaria, V., ed., De mulieribus claris with Italian translation (Milan, 1967 and 1970)
- Branca, V., ed., Tutte le opere di Giovani Boccaccio, volume 10 (1967) Questia
- Zaccaria, V., ed., De mulieribus claris, Studi sul Boccaccio (Milan, 1963)
- Kolsky, S., Ghost of Boccaccio: Writings on Famous Women, (2005)
- Franklin, M., Boccaccio's Heroines: Power and Virtue in Renaissance Society (2006)